# Ludwig Friedrich Römheld
Ludwig Friedrich Römheld (* 26. August 1824 in Leihgestern; † 14. August 1871 in Lindenfels) war Kreisrat des Kreises Lindenfels im Großherzogtum Hessen.

## Familie
Seine Eltern waren der Pfarrer Ludwig August Heinrich Römheld (1797–1866) und dessen Frau Philippine, geborene Weber.
Ludwig Friedrich Römheld heiratete 1858 Wilhelmine Fresenius, (1837–1888), Tochter des Pfarrers Jakob Fresenius.

## Karriere
Ludwig Friedrich Römheld studierte Rechtswissenschaft an der Universität Gießen und trat anschließend eine Stelle als Regierungsakzessist bei der Verwaltung des Großherzogtums Hessen in Darmstadt an. 1854 wurde er zunächst kommissarisch Assessor des Kreises Erbach, am Ende des gleichen Jahres Assessor beim Kreis Lauterbach. 1856 wechselte er in gleicher Stellung zum Kreis Dieburg. 1865 erhielt er die Stelle des Kreisrats des Kreises Lindenfels kommissarisch und wurde dort 1867 endgültig Kreisrat.